# Santuario de Nuestra Señora de Cocharcas
El Santuario de Nuestra Señora de Cocharcas es un templo católico dedicado a la advocación mariana de Nuestra Señora de Cocharcas. Está ubicado en la localidad de Cocharcas, capital del distrito homónimo ubicado en la provincia de Chincheros en el departamento del Apurímac.
El templo fue construido entre los años 1598 y 1623. Fue declarado Patrimonio Cultural de la Nación.

## Características
La construcción es de estilo barroco. Fue construido con piedra sillar labrado.
Consta de dos torres, una bóveda de medio punto y una cúpula de mampostería cubierta con azulejos vidriados.
En el interior alberga lienzos de la Escuela Cusqueña y de algunos maestros españoles. El altar mayor tiene ornamentos tallados en pan de oro.

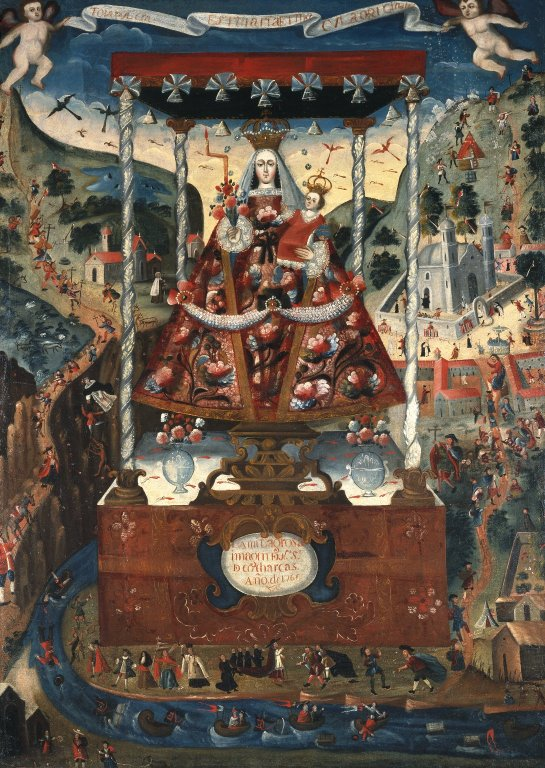
Nuestra Señora de Cocharcas.